# كاريليا

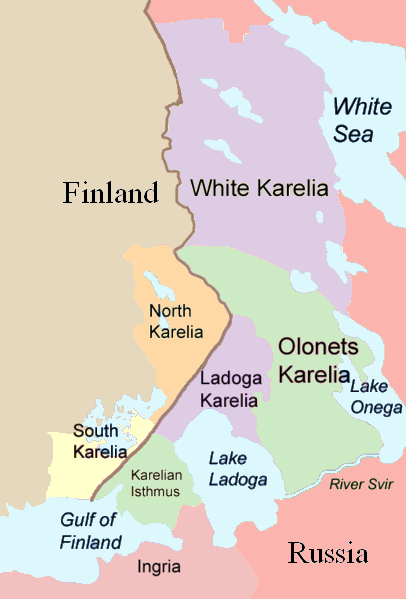
أجزاء كاريليا, كما هي مقسمة تقليدياً

 كاريليا  (بالفنلندية: Karjala ؛ بالروسية Карелия ؛ بالسويدية Karelen)، أرض الشعب الكاريلي، هي منطقة في أوروبا الشمالية ذات أهمية تاريخية لفنلندا وروسيا والسويد. حالياً مقسمة بين جمهورية كاريليا الروسية ولينينغراد أوبلاست الروسية وفنلندا (في أقاليم كاريليا الجنوبية وكاريليا الشمالية).